# Smeerenburg
Smeerenburg fue un asentamiento holandés emplazado al sur de la isla de Ámsterdam, en el archipiélago noruego de Svalbard. 

## Historia
La localidad fue fundada en 1617 y su actividad principal era la caza de ballenas. Tenía una población de cerca de 200 personas. En 1660, cuando las ballenas comenzaron a escasear por la caza intensiva, Smeerenburg fue abandonada. 
En 1973 las ruinas de la localidad pasaron a formar parte del Parque nacional Nordvest-Spitsbergen.
- Datos: Q603914
- Multimedia: Smeerenburg / Q603914